# Вершковий сир

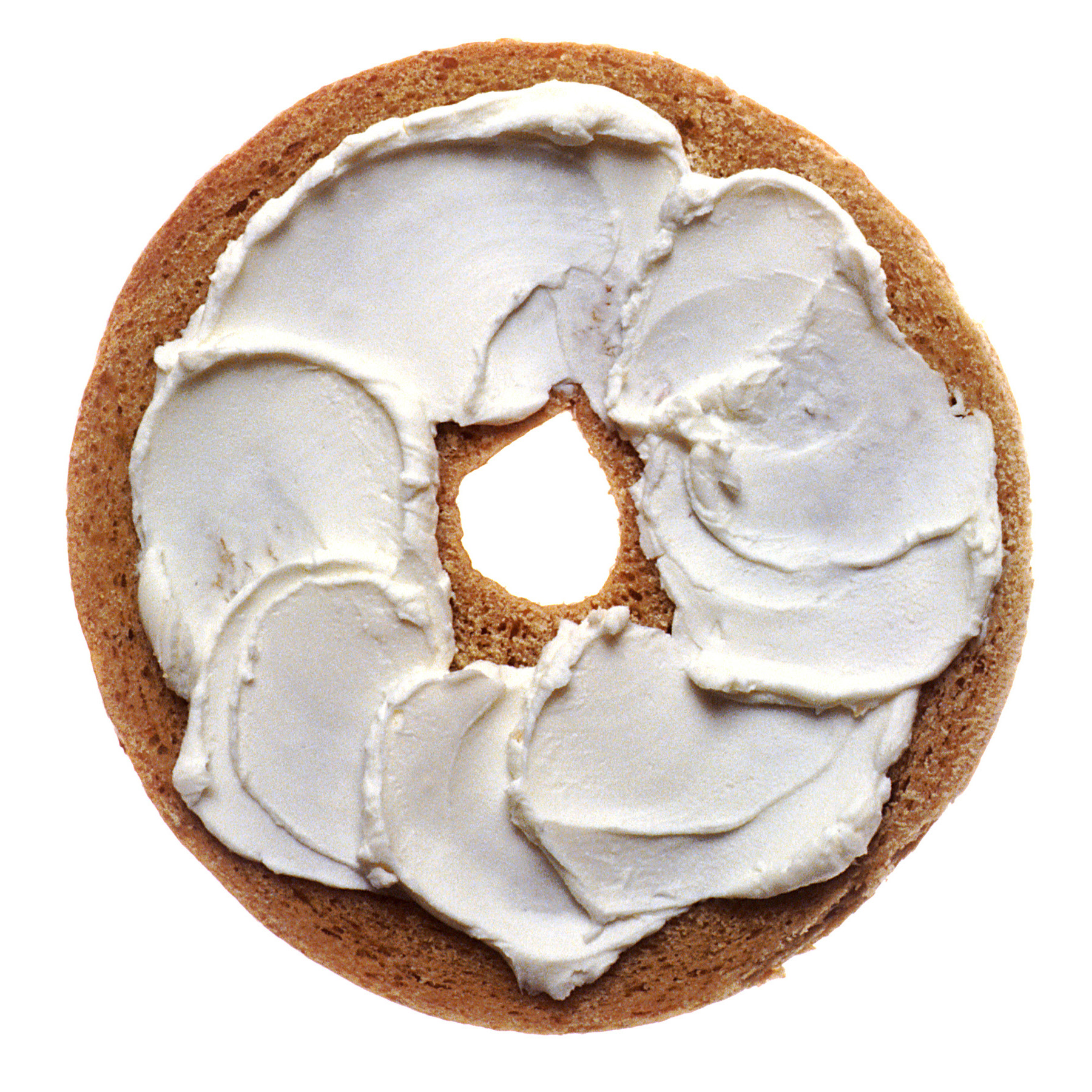
Вершковий сир на скибочці хліба

Вершковий сир (англ. cream cheese, також м'який сир, крем-сир) — м'який, солодкий, з помірно вираженим смаком сир з молока і вершків (звідси й назва сиру). За французькими джерелами відомий з XVII століття.
Сир має ніжну консистенцію, не вимагає періоду дозрівання і цим відрізняється від інших м'яких сирів типу брі і ньошатель. Найбільш схожими на смак, структурою і консистенцією, а також за способом приготування є бурсен і маскарпоне.
До вершкових сирів належать і французькі «Chavroux» і «Petit-suisse», а також норвезький «Snofrisk». Склад і жирність може змінюватися залежно від виду сиру.

## Сир «Філадельфія»
Найбільш відома в Америці марка цього сиру має назву «Філадельфія» і належить американській компанії Крафт Фудс. Цей сир випускається з 1872 р., назву отримав на честь міста Філадельфія, яке тоді було відомим завдяки відмінній якості їжі.
Цей сир складається зі знежиреного пастеризованого молока і молочного жиру, концентрату сироваткового білка, сирної культури, солі, сироватки, стабілізаторів (ксантанова камедь та/або камедь ріжкового дерева та/або гуарова камедь), сорбінової кислоти (у ролі консерванту), пальмітату вітаміну А.
Молоко пастеризують, а потім гомогенізують і охолоджують для початку наступної стадії. Молоко повільно нагрівають перед тим, як проводити ферментацію. Для цього в нормалізовану молочну суміш додають закваску для згортання молочного білка й утворення сирного згустку з виділенням сироватки.
Після цього відокремлюють сироватку від сирного згустку, надають сирній масі потрібну структуру і додають сіль і стабілізатори. Смакові добавки, такі як часник і трави, додають у вже готовий крем-сир перед упаковуванням.